# 関口忠之
関口 忠之（1956年7月-）は日本の講師、個人投資家。通称、大魔神。

## 来歴・人物
日本大学卒業後、株価分析ソフト会社入社。株価分析、データ管理に従事。証券会社、アナリスト、トレーダーと共にソフト開発、販売。 株価チャート販売会社での専属テクニカル分析教室講師、大手証券会社でなどで講演、セミナー活動を行う。
大手証券会社にて個人向け株価分析ソフトの開発に関わったことをきっかけに株式投資をはじめる。独立後はプロトレーダーに、大阪を中心に投資スクールの講師、そして投資顧問会社を数社設立し、個人投資家向けにセミナー、投資家育成を主眼をおいて活動。
20代のころ大手証券会社にて個人向け株価分析ソフトの開発に関わったことをきっかけに株式投資をはじめる。独立後はプロトレーダーに、大阪を中心に投資スクールの講師、そして投資顧問会社を数社設立し、個人投資家向けにセミナー、投資家育成を主眼をおいて活動。
多くの大相場を体験しながら投資実績を積上げ、投資セミナーや講演会の場で講師を務め、「教育者」としての成果や実績も挙げていく。日々トレード技術の向上と研究に励む一方で、投資家の育成をライフワークに幅広く活動中。現在は、「大魔神株式投資サロン」を運営に注力し、多くのセミナーや授業を行っている。最近では、TwitterやYoutubeなどの更新に注力。
ウルフ村田（村田美夏）などの個人投資家とも交流がある。

## 投資手法
需給分析を得意とし、投資スタイルは中長期・デイトレ・スイングと多岐に渡る。その時期、銘柄に合わせた投資を行う。